# Bundestagswahlkreis Holzminden
Der Bundestagswahlkreis Holzminden war von 1965 bis 1980 ein Wahlkreis in Niedersachsen. Er umfasste die Landkreise Holzminden, Alfeld (Leine) und Einbeck. Der Vorgängerwahlkreis von 1949 bis 1965 hieß Alfeld – Holzminden und umfasste nur die Landkreise Holzminden und Alfeld (Leine). Nach der Auflösung des Wahlkreises wurde sein Gebiet zur Bundestagswahl 1980 auf die Wahlkreise Hameln – Holzminden, Hildesheim und Northeim – Osterode aufgeteilt.
Der Wahlkreis wurde stets von Kandidaten der SPD direkt gewonnen, zuletzt von Karl Ahrens.

## Wahlkreissieger
| Jahr | Name          | Partei | Erststimmen |
| ---- | ------------- | ------ | ----------- |
| 1976 | Karl Ahrens   | SPD    | 53,9 %      |
| 1972 | Karl Ahrens   | SPD    | 57,5 %      |
| 1969 | Karl Ahrens   | SPD    | 52,3 %      |
| 1965 | Elinor Hubert | SPD    | 48,7 %      |
| 1961 | Elinor Hubert | SPD    | 47,8 %      |
| 1957 | Elinor Hubert | SPD    | 41,5 %      |
| 1953 | Elinor Hubert | SPD    | 39,4 %      |
| 1949 | Elinor Hubert | SPD    | 43,4 %      |

## Wahlkreisgeschichte
| Wahl      | Wahlkreisname          | Gebiet                                                    |
| --------- | ---------------------- | --------------------------------------------------------- |
| 1949      | 25 Alfeld – Holzminden | Landkreis Holzminden, Landkreis Alfeld                    |
| 1953–1961 | 47 Alfeld – Holzminden | Landkreis Holzminden, Landkreis Alfeld                    |
| 1965–1976 | 42 Holzminden          | Landkreis Holzminden, Landkreis Alfeld, Landkreis Einbeck |